# Entr'acte (teatro)

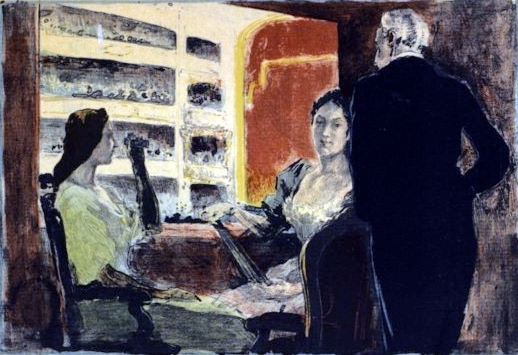
Pendant l'entracte : litografia a colori di Alexandre Lunois, comparsa in L'Artiste del 1894.

L’entr'acte, a teatro, è l'intervallo di tempo che separa due atti di una rappresentazione teatrale.
Nel teatro greco, l'intervallo non esisteva affatto. L'azione scenica era continuata dalla declamazione, dai canti o dalle evoluzioni del coro, che riempivano i tempi di riposo accordati agli attori.
I romani sono stati i primi a dividere temporalmente i loro spettacoli in più segmenti, per dare una pausa di relax all'attenzione degli spettatori. Ci si contentava dapprima di sollevare una tela, poi si introdussero dei suonatori di flauto per divertire il pubblico con la musica; in seguito vi si aggiunsero gli istrioni (derivati dai ludioni etruschi) che eseguivano delle pantomime.
In Francia, durante il XVII e XVIII secolo, si tenterà, a imitazione dei romani, di riempire l'intervallo tra due atti con balletti o con intermezzi di canti e danze. Si tentò anche di marcare la continuazione dell'azione, come Molière, con alcune comédie-ballet, o come Diderot e Beaumarchais, nel dramma, con movimenti delle scene mute o dei personaggi accessori, Ma, in generale, questi esercizi, a differenza del coro antico, non facevano parte integrante della pièce.
La scena era riempita per il piacere degli occhi e delle orecchie; in realtà, era vuota, e l'entracte era, allora come oggi, un mezzo ingegnoso per lasciare che l'azione si sviluppasse, calamitando l'attenzione del pubblico, sottraendo alla vista fatti non belli o irrilevanti. 